# Montera segoviana

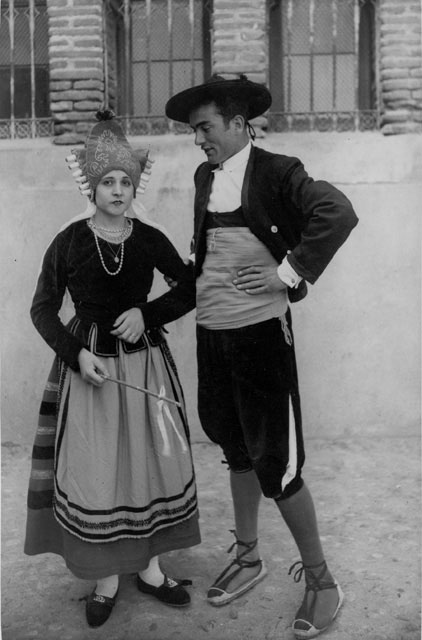
Pareja de segovianos, ella con montera segoviana.

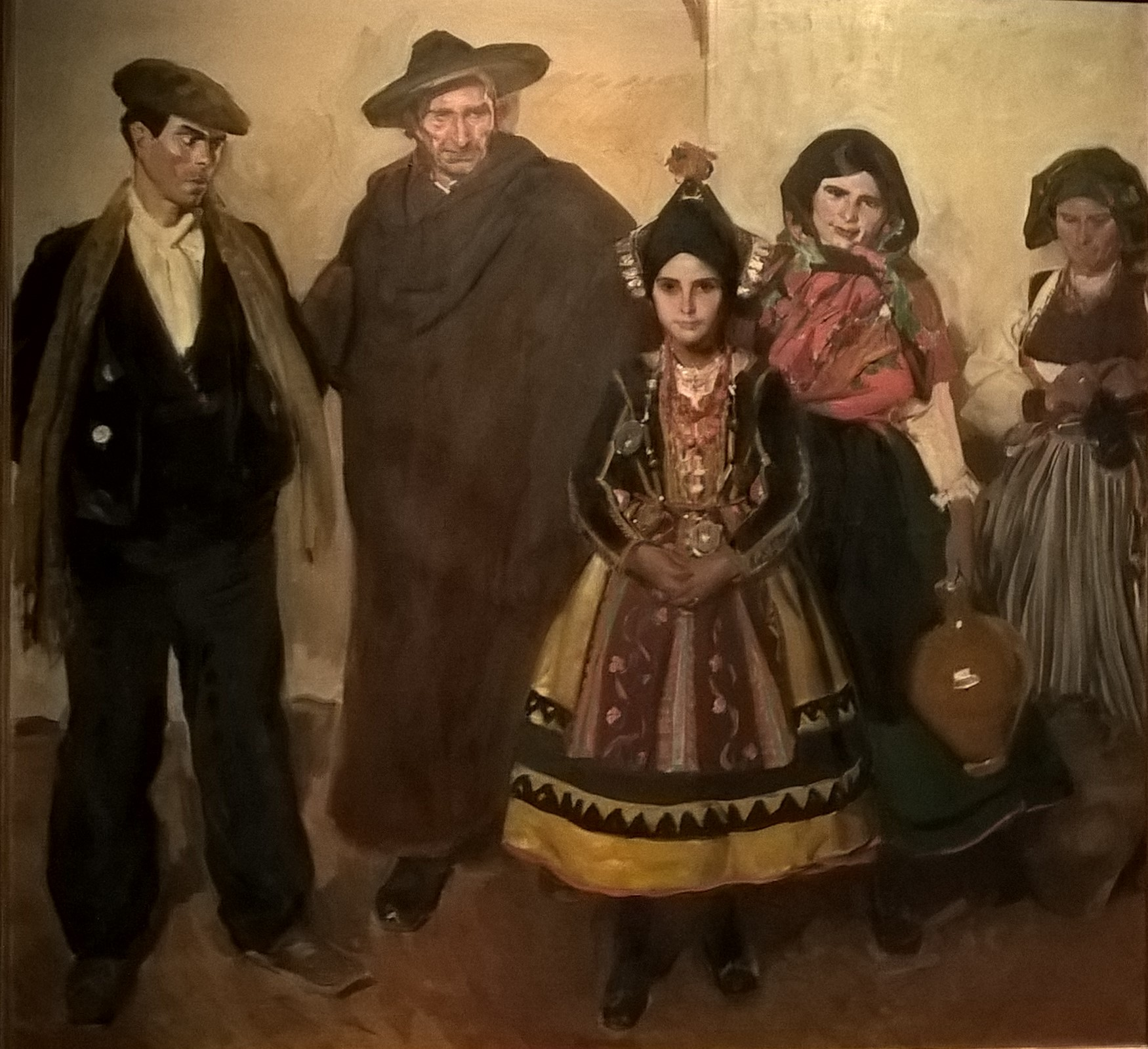
Tipos segovianos, obra de Joaquín Sorolla en 1912. En primer plano, joven luciendo el traje segoviano.

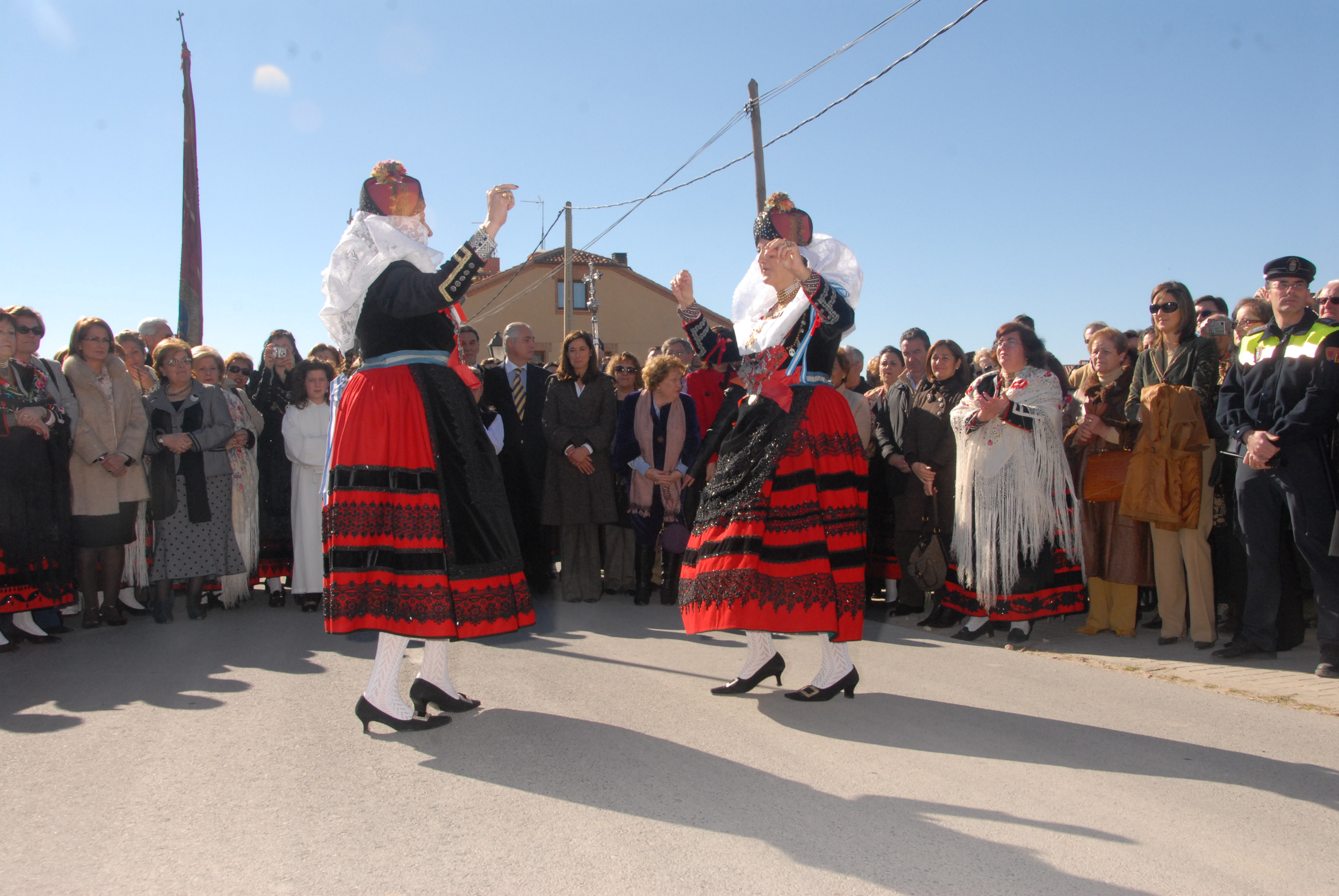
Alcaldesas de Zamarramala luciendo la montera segoviana.

La montera de doce apóstoles, más conocida como montera segoviana es un tocado o sombrero característico de la indumentaria tradicional de la provincia de Segovia. Con origen en el siglo XVII, primero fue una prenda masculina, siendo en la actualidad exclusivamente femenina. Se caracteriza por los doce botones laterales, denominados doce apóstoles.
Aunque desde los años 1970 se identifica con el traje de alcaldesa de Zamarramala, es una prenda indispensable para las mayordomas de la fiesta de Santa Águeda en otros puntos de la provincia, como Carbonero el Mayor, Cuéllar, Riaza, Hontalbilla o Coca, entre otros. Además, es utilizada en la fiesta de San Sebastián de Navafría, así como por la corregidora de Cuéllar durante las fiestas de los Encierros desde 1967, año en que fue creado este cargo.
Su origen está relacionado con los monteros de la corte española en el siglo XVII, por lo que era un complemento masculino destinado al atuendo de la caza. Un siglo más tarde la montera aparece utilizada socialmente en Segovia, y ya en el siglo XIX estaba tan popularizada que era vestida por todo tipo de estratos sociales, incluidos los campesinos, arrieros o labradores. En esta época coexistían el modelo masculino y el femenino: las de los hombres eran negras, mientras que las de las mujeres eran pardas con picos de vivos colores, aunque la masculina será sustituida posteriormente por el gorro de rueda.